# غوفانتشمحمد أوفيكوف
غوفانتشمحمد أوفيكوف (بالإنجليزية: Guwançmuhammet Öwekow) (مواليد 2 فبراير 1981 في عشق آباد) لاعب كرة قدم تركمانستاني دولي يجيد اللعب في خط الوسط . لا يرتبط حاليا بعقد مع أي نادي .

## روابط خارجية
- غوفانتشمحمد أوفيكوف على موقع اتحاد أوكرانيا (الإنجليزية)
- غوفانتشمحمد أوفيكوف على موقع قاعدة بيانات كرة القدم.إي يو (الإنجليزية)
- غوفانتشمحمد أوفيكوف على موقع بيانات كرة القدم. دي إي (الألمانية)
- غوفانتشمحمد أوفيكوف على موقع ناشيونال فوتبول تيمز (الإنجليزية)
- غوفانتشمحمد أوفيكوف على موقع Soccerway.com (الإنجليزية)